# Arka (Hungria)
Arka é um município da Hungria, situado no condado de Borsod-Abaúj-Zemplén. Tem 9,49 km² de área e sua população em 2015 foi estimada em 54 habitantes.